# De Morgenster
De Morgenster is een voormalige korenmolen in Aarlanderveen. Deze stellingmolen is in 1870 gebouwd nadat de grondzeiler die eerst op de plaats van de huidige molen stond, was afgebrand. Voor de bouw is een houten achtkant gebruikt welke eerder dienstdeed als blauwselmolen in Utrecht.
De Morgenster was tot 1949 in bedrijf en is tussen 1958 en 1960 ingrijpend gerestaureerd, waarbij het gaande werk grotendeels is verwijderd. De molen wordt bewoond en is niet te bezichtigen.